# Huité
Huité è un comune del Guatemala facente parte del dipartimento di Zacapa.